# Rugovská soutěska

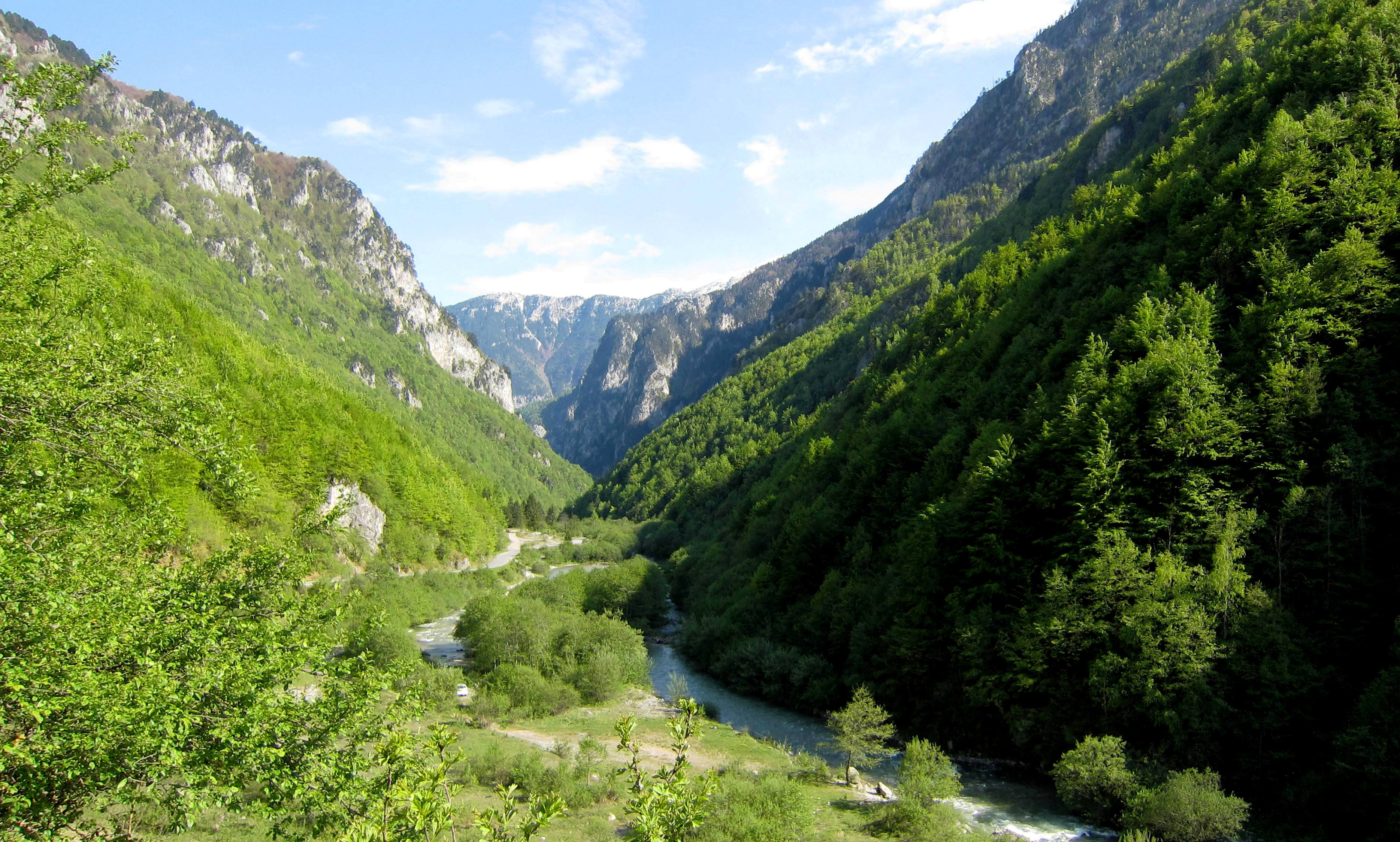
Kaňon v létě.

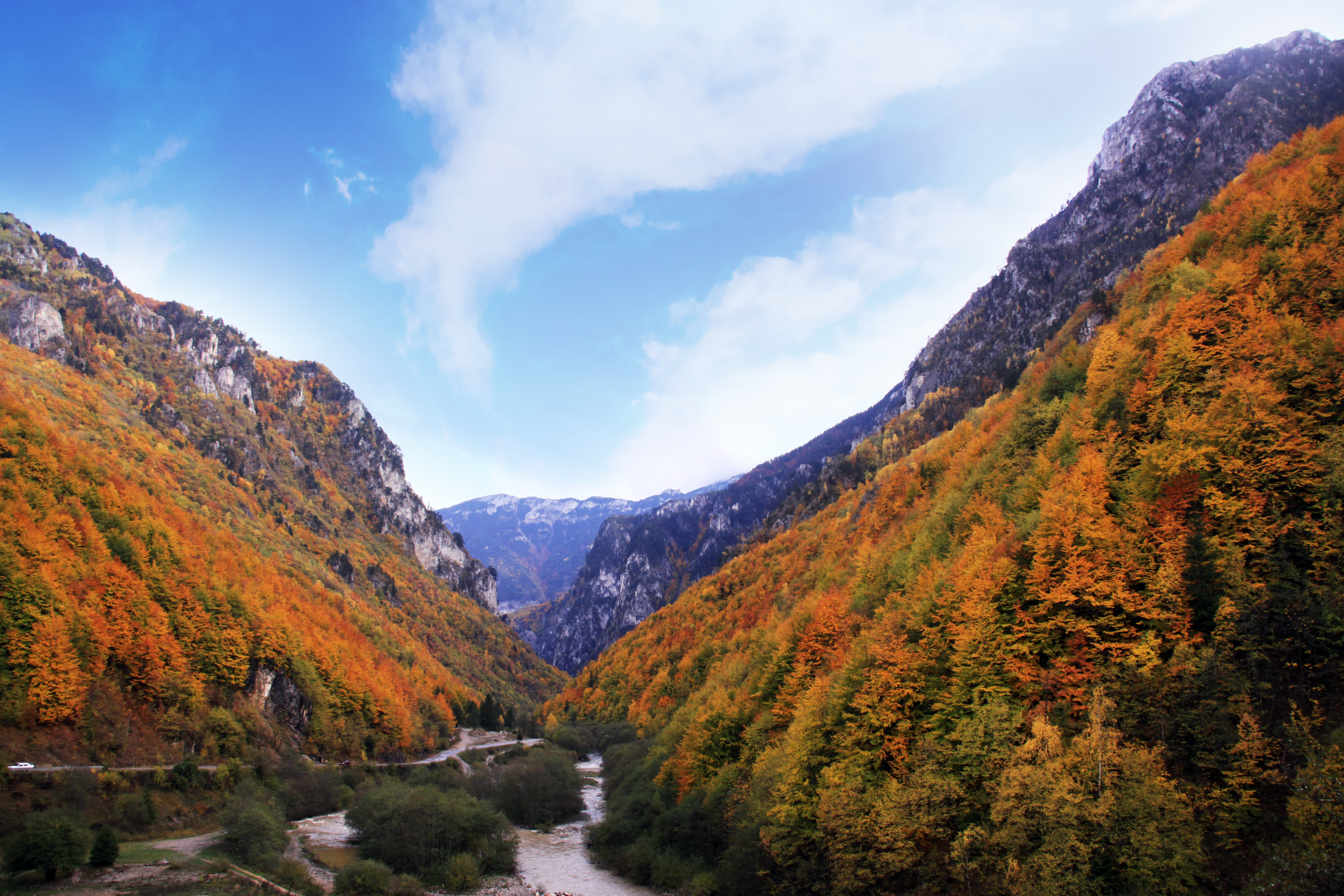
Soutěska na podzim.

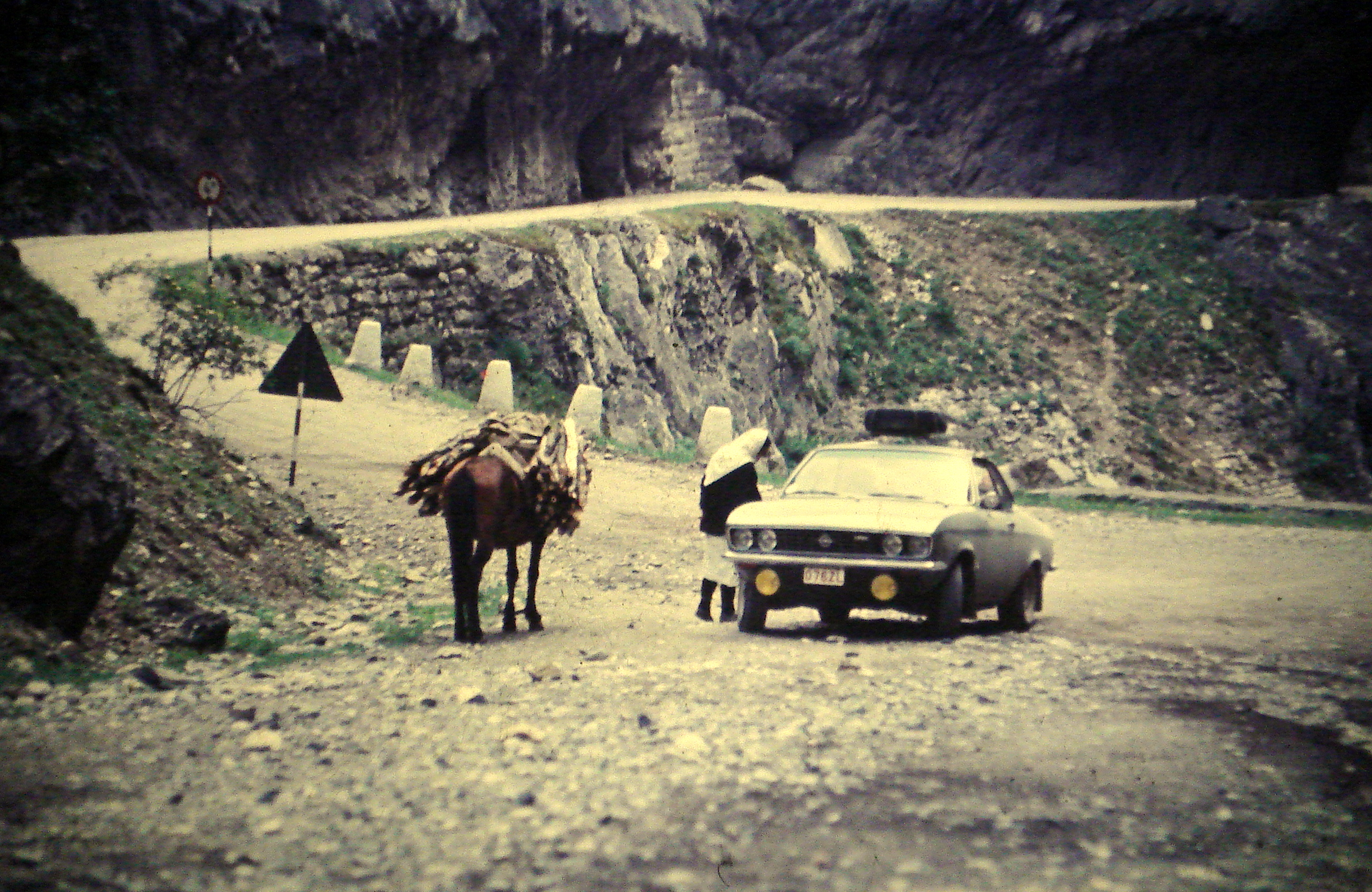
Cesta v soutěsce v roce 1972.

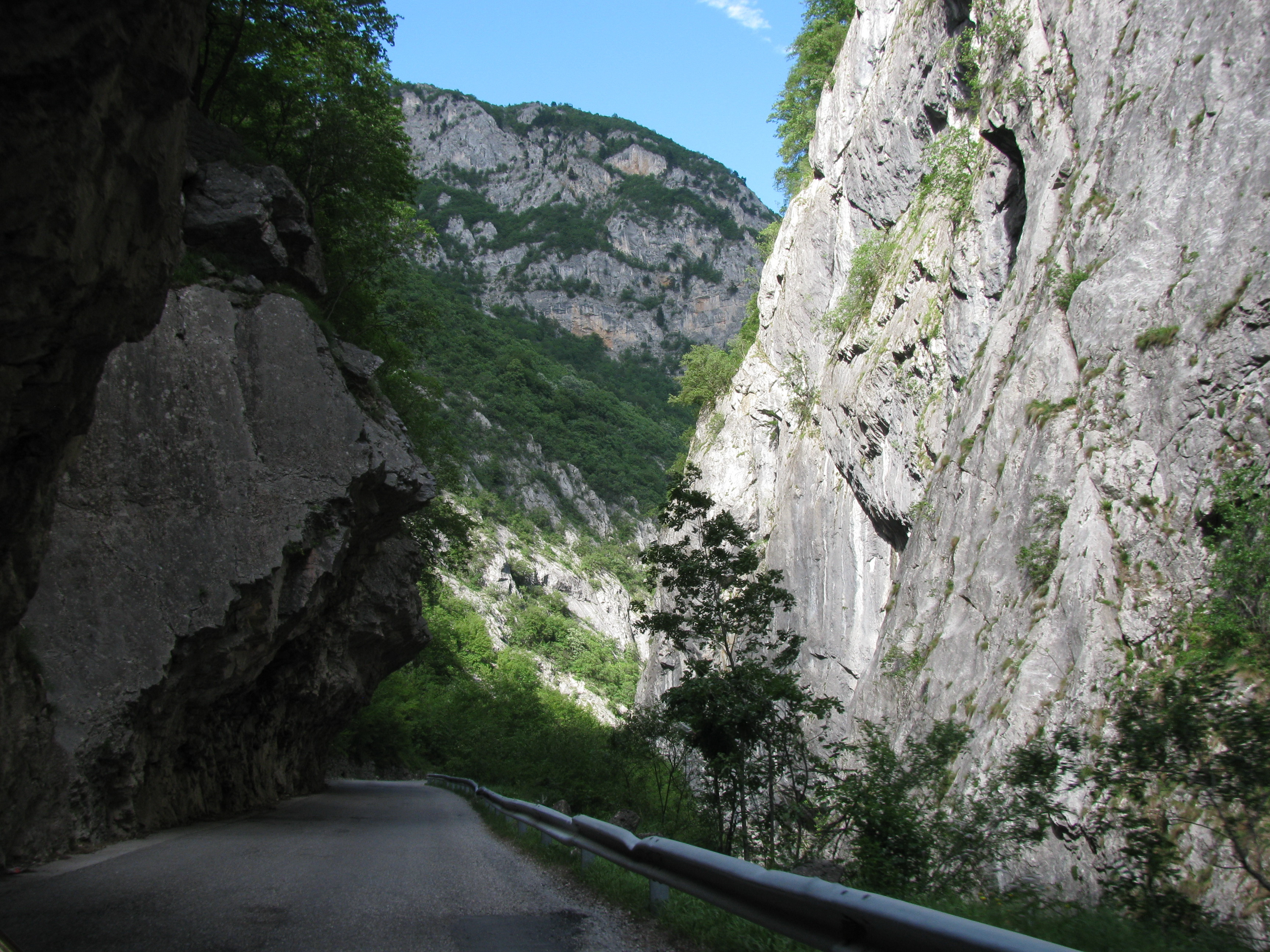
Skalní stěny.

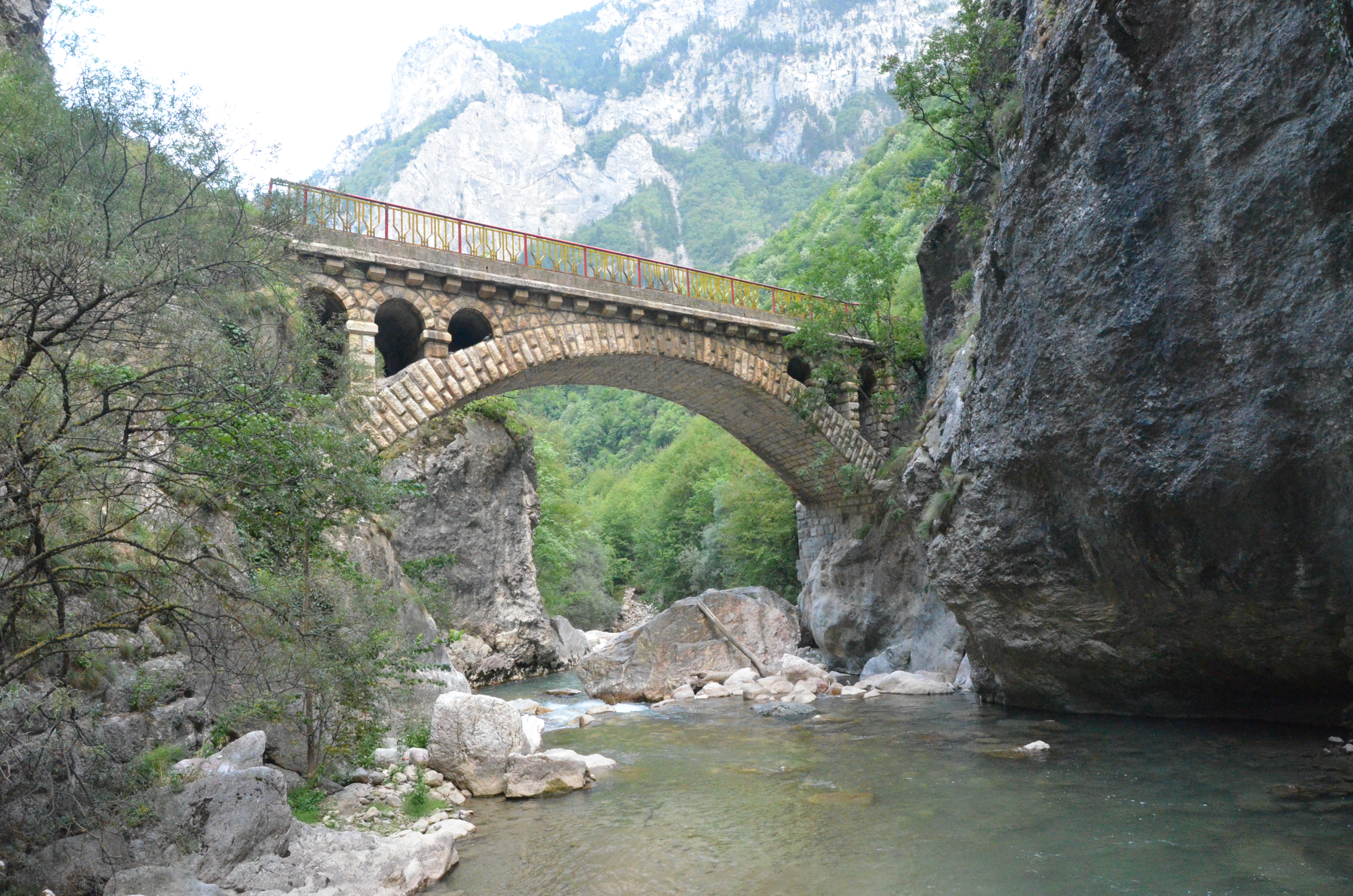
Most přes řeku v soutěsce.

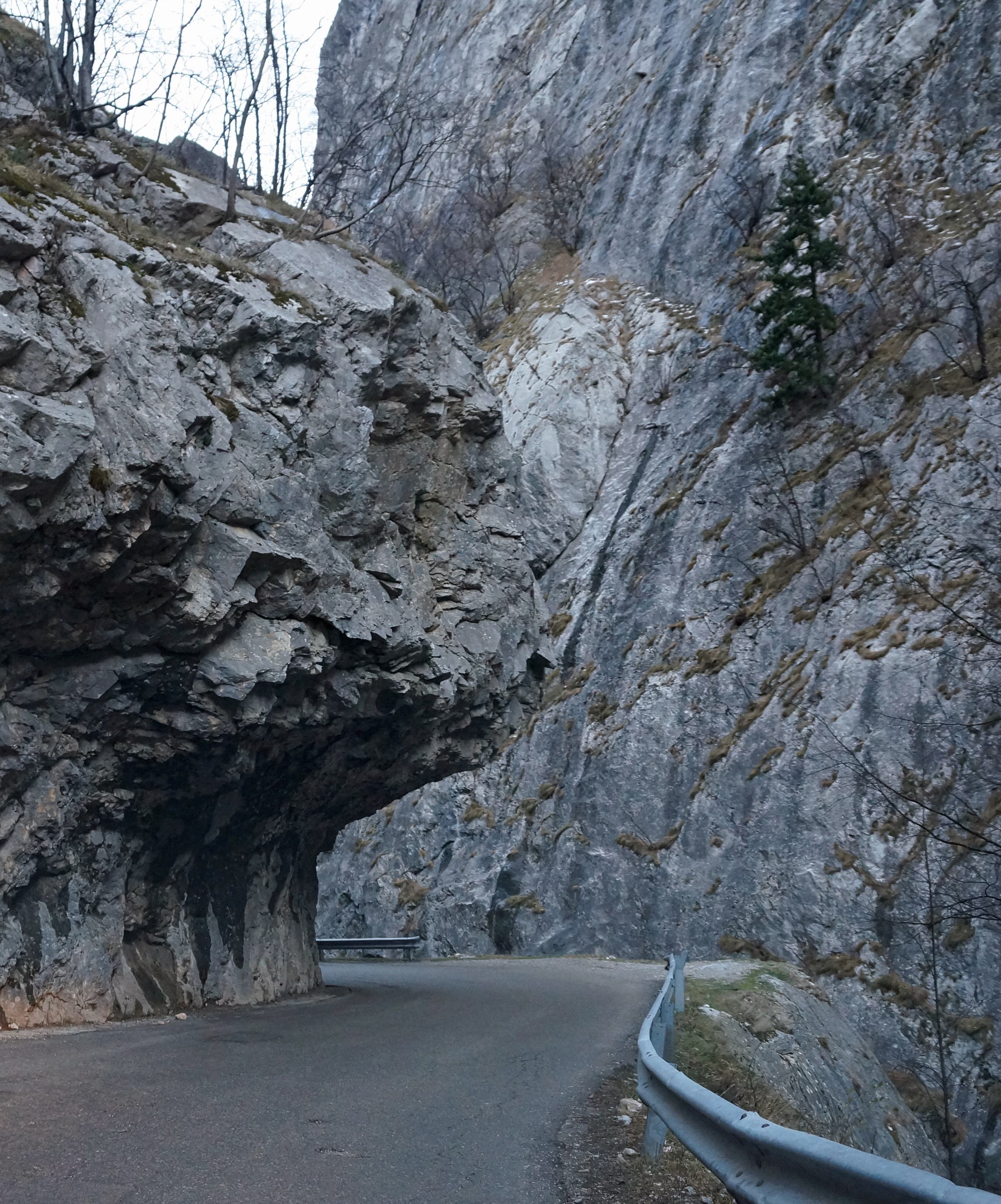
Silnice vytesaná do skály.

Rugovská soutěska (albánsky Gryka e Rugovës, srbsky Руговска клисура/Rugovska klisura) je přírodní soutěska (kaňon), která se nachází na západě Kosova, u hranice s Černou Horou, na okraji pohoří Prokletije. Obklopena je dále horskými masivy Čakor, Hajla a Žleb. Jedná se o oblíbenou turistickou destinaci v Kosovu.

## Poloha a název
Na západním okraji u vesnice Kućište začíná v nadmořské výšce 1100 m n. m. a postupně klesá až k 550 m u Peći. Sevření se uvolňuje zhruba 6 km západně od Peći a tři kilometry před městem je údolí již široce rozevřené. Okolní hory mají nadmořskou výšku od 1500 m n. m. až po 2100 m n. m.
Soutěska se jmenuje podle regionu Rugova na západě Kosova, který je znám specifickou kulturou i folklorem.

## Přírodní poměry
Soutěsku vyhloubila řeka Pećka Bistrica při ústupu ledovce z pohoří Prokletije, které soutěsku obklopuje. Její hloubka se pohybuje až okolo 1000 m a délka soutěsky činí 25 kilometrů. V době ledové se zde nacházela 260 m vysoká moréna, která existovala v blízkosti dnešního kláštera.
Údolí na svém východním konci dosahuje hloubky cca 650-1000 m. Síla vody prořízla nejen vápence a jílovité břidlice, ale i další kameny, jakými byly mramory a hadce. Horní část kaňonu je ledovcovým korytem starověkého ledovce. Do Pećské Bistrice ústí několik potoků, např. Crna Voda (albánsky Uji i Zi). Potoky jsou velmi živé, klesání velmi strmá a množství vody i na poměry kosovských hor značné. Právě díky vápencům jsou zde typické krasové jevy.
Na šestém kilometru z východní strany se nachází 25 metrů vysoký vodopád. Okolo něj se nachází nemalé množství jeskyň, které do dnešní doby nebyly úplně prozkoumány.[zdroj?] V jeskyních Karmakazit a Kallabes byly nalezeny pozůstatky prehistorických lidí. Známá je také Velká jeskyně. S jejím průzkumem začali slovenští speleogové v roce 1993. Jeskyně jsou vzájemně propojené, předpokládá se, že se zde bude nacházel řada dalších, které ještě nebyly stoprocentně prozkoumány.

## Obyvatelstvo
V jeho údolí se nacházejí v létě osídlené chaty a několik vesnic (Mali Štupelj, Malevići, Drelje, Pepići, Kućište, Hađovići, Jošanica, Boge, Škrelje Dugonjiva a Košutane). Na samotném východním konci kaňonu leží město Peć a Pećský klášter.
Obyvatelstvo se živí většinou zemědělstvím nebo dojíždí do nedaleké Peći. Průmysl zde téměř žádný není. Osídlená je hlavně východní část údolí, blíže k městu Peći, západní má potom osídlení do značné míry sezonní. Některé vesnice leží v nadmořské výšce nad 1500 m n. m.

## Historie
Na okraji soutěsky vznikl ve středověku pravoslavný klášter, který zde stojí dodnes. Mniši z kláštera vybudovali v jeho okolí několik míst pro půst (srbsky isposnica).
Soutěskou postupovala srbská armáda během svého ústupu v první světové válce. Děla tehdy vojáci svrhli do řeky, aby se k nim nedostali bulharští vojáci, kteří postupovali přes Kosovo od východu. S děly nemohli vzhledem k náročnému terénu pokračovat dále.
Na přelomu 20. a 30. let 20. století existoval plán jugoslávské vlády vybudovat soutěskou železniční trať, nicméně z důvodu velké hospodářské krize nikdy nebyl realizován. V roce 1925 zde nicméně byla postavena silnice (prašná) a kamenný most přes řeku. Komunikaci tehdy slavnostně otevřel jugoslávský král Alexandr I. Karađorđević. Cesta soutěskou směrem do Černé Hory byla ve své době jednou z nejvýše položených na území Království Jugoslávie. Díky tomu obchodníci ze západu Kosova nemuseli své zboží do Černé Hory posílat až přes vzdálenou Bosnu a Hercegovinu, ale přímo.
V roce 1985 se stalo okolí soutěsky přírodně chráněnou lokalitou. Její rozloha byla stanovena jako 4301 ha. Důvodem vyhlášení za přírodní památku byly unikátní geomorfologické, hydrologické, speleologické a botanické hodnoty. Ochrana však byla uváděna do praxe jen velmi pomalu a nesystematicky.
Již v dobách Jugoslávie se zde rozvíjela turistika, a to i za podmínek, kdy silnice vedoucí soutěskou byla prašná a podmínky omezené. Vznikl zde motel Rugovska klisura, který se nacházel ve vesnici Kućište. Silnice, která soutěskou prochází, plnila funkci komunikace spojující západ Kosova s Černou Horou až do války v Kosovu v roce 1999. Za války zde byly umístěny jednotky jugoslávské armády. Obyvatelstvo místních vesnic uprchlo před srbskou armádou do města Rožaje na území Černé Hory. Jednalo se přibližně o tři tisíce lidí. Vzhledem k nedostatečným kapacitám byli tito lidé černohorskými republikovými úřady převezeni do Albánie. V období okolo války i po ní docházelo u Pećského kláštera k různým incidentům. Proto byl klášter a silnice vedoucí do Rugovské soutěsky hlídána jednotkami KFOR.
Západní okraj soutěsky, kde se nachází státní hranice mezi Albánií a Černou Horou, byl předmětem sporu, kde se místní albánští pastevci obávali, že by jejich louky se ocitly na území Černé Hory. Spor se nakonec podařilo urovnat.
V 21. století byla v oblasti rozvíjena turistika; vyznačeny byly turistické trasy, stejně jako stezky cyklistické. Postaveny byly horské chaty, horské resorty restaurace, tábořiště apod. V samotném údolí řeky stojí početné hotely. Vede tudy stezka Peaks of the Balkans. Existuje zde také trasa pro zip-line. Postavena zde byla také první ferrata v Kosovu. Dána byla do provozu roku 2013. Poté byly postaveny i některé další. Existuje zde celkem devět specifických zón pro horolezectví. Je zde také panoramatická vyhlídka. Nápadný je zde také zavěšený tzv. "tibetský most".
Turistický rozvoj a atraktivita lokality nicméně přinášejí i negativní dopady, jakými jsou na celém Balkánském poloostrově rozšířená nelegální (černá) výstavba, kdy vznikají objekty bez souhlasu úřadů, neodpovídají potřebám a nesplňují mnohdy ani různé normy. Proti této skutečnosti v prvním desetiletí 21. století kosovské úřady nikterak nepostupovaly. Divoká výstavba ohrožuje cenné vlastnosti území. Znečištění zde přítomné je, nicméně je velmi malé. Znečištění odpadky je pravidelně odstraňováno.
Od roku 2018 má silnice v soutěsce veřejné osvětlení.
Rychle klesající údolí řeky a velké množství vody představuje přirozeně potenciál pro výrobu elektrické energie. Údolí je dlouhododbě jedním z posledních v Evropě, které má takový potenciál a není využíváno uvedeným způsobem. V roce 2019 se objevil projekt výstavby pěti vodních elektráren v hodnotě 120 milionů eur, proti kterému místní zorganizovali řadu protestů. Projekt nakonec nebyl uskutečněn.

## Fauna a flóra
Svahy soutěsky jsou hustě zalesněné, až na strmé svahy a kamenná moře, která jsou holá. Kaňon je považován za místo s vysokou mírou biodiverzity. V lokalitě žije přes 65 endemických a částečně endemických druhů rostlin, mezi které patří např. Ramonda nathaliae nebo varianta Euphorbie subhastaty.
V některých místech na svazích (okolo vesnic) byl les vykácen a nachází se zde malá pole a pastviny. Voda se zde také stáčí a prodává jako balená.

## Doprava
Soutěskou vede v celé její délce v západo-východním směru silnice SH9. Začíná u Peće a končí ve vesnici Kućište (albánsky Kuqishtë), odkud na území Černé Hory dále směřuje jen cesta nižšího řádu. Na černohorskou silniční síť se napojuje u obce Murino v údolí řeky Lim. Ikonický je silniční kamenný most, před nímž se nachází kresba atleta nejspíše z doby starověku.
Na severním svahu soutěsky je vedeno elektrické vedení s vysokým napětím. Na této straně se také nachází ve svazích jisté množství cest, které jsou využívány pro turistiku nebo cyklistiku, na rozdíl od svahu jižního. Silnice vedená v blízkosti řeky je jediná vyasfaltovaná.